# سلوينية أذينية
سلوينية أذينية (الاسم العلمي:Salvinia auriculata) هي نوع من النباتات المائية الطافية يتبع جنس السلوينية من الفصيلة السلوينية. مناسب للأحواض الصغيرة.